# Agentproblemet
Agentproblemet är ett dilemma, som förekommer inom statsvetenskap och ekonomi, vari en huvudman (principal) till exempel utser en god man (agent) som ska ta tillvara huvudmannens intresse och sedan måste tillse om de tvås intressen är gemensamma. Dilemmat ligger i att agenten kan ta beslut som påverkar principalen negativt utan att själv påverkas. Detta uppstår främst då agentens egenintresse inte tar tillvara principalens intresse, och skapar en moralisk risk.

## Exempel i urval
| agent        | principal    |
| ------------ | ------------ |
| god man      | huvudman     |
| politiker    | väljare      |
| arbetstagare | arbetsgivare |